# جنگل دو تاپکال
جنگل دو تاپکال (به فرانسوی: Forêt du Tapcal) یک جنگل در فرانسه است که در Cilaos واقع شده‌است.